# 울산양정초등학교
울산양정초등학교는 대한민국 울산광역시 북구 양정동에 있는 초등학교다.

## 학교 연혁
- 1976년 3월 10일 : 성내국민학교로 설립인가(염포국민학교에서 분리)
- 1976년 4월 6일 : 울산양정국민학교로 교명변경
- 1988년: 졸업식 거행
- 1996년 3월 1일 : 울산양정초등학교로 교명변경
- 2003년 9월 1일 : 명촌초등학교로 분리
- 2013년 3월 2일 : 2013학년도 입학식
- 2014년 2월 21일 : 2014학년도 감사나눔졸업식
- 2014년 3월 2일 : 2014학년도 입학식
- 2015년 3월 2일 : 2015학년도 입학식
- 2016년 2월 19일 : 제40회 졸업식
- 2016년 3월 2일 : 2016학년도 입학식 및 시업식
- 2016년 4월 1일 :	7560+운동 선도학교 운영
- 2016년 9월 1일 : 제17대 김순선 교장 취임
- 2017년 2월 17일 : 제41회 졸업식(80명 졸업, 졸업생 누계 6350명)
- 2017년 3월 2일 : 2017학년도 입학식
- 2018년 2월 14일 : 제42회 졸업식
- 2018년 3월 2일 : 2018학년도 입학식
- 2019년 2월 21일 : 제43회 졸업식(90명 졸업, 졸업생 누계 6696명)
- 2019년 3월 1일 : 제20대 우기아 교장 취임
- 2019년 3월 4일 : 2019학년도 입학식 및 시업식
- 2020년 2월 18일 : 제44회 졸업식
- 2021년 2월 9일 : 제45회 졸업식
- 2021년 3월 2일 : 2021학년도 입학식 및 시업식
- 2022년 1월 14일 : 제46회 졸업식(66명 졸업, 졸업생 6942명)
- 2022년 3월 1일 : 제21대 이대회 교장 취임
- 2022년 3월 2일 : 27학급(특수학급 2학급), 병설유치원 2학급 편성
- 2023년 1월 13일 : 제47회 졸업식
- 2023년 3월 2일 : 26학급(특수학급 2학급), 병설유치원 1학급 편성
- 2024년 2월 8일 : 제48회 졸업식
- 2024년 3월 4일 : 2024학년도 입학식

## 참고 자료
- 울산양정초등학교 - 한국교육학술정보원 학교알리미